# Dimos Kalavryta
Dimos Kalavryta (Kalavryta) är en kommun i Grekland.   Den ligger i prefekturen Nomós Achaḯas och regionen Västra Grekland, i den centrala delen av landet, 150 km väster om huvudstaden Aten. Antalet invånare är 13 912.